# Girolamo Ruscelli

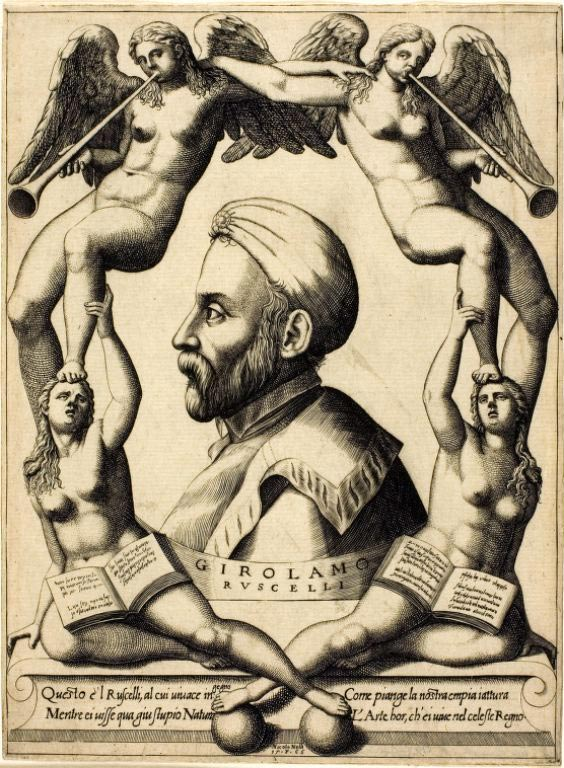
Girolamo Ruscelli, Porträt von Niccolò Nelli

Girolamo Ruscelli (* 1500 oder 1504 in Viterbo; † 1566 Venedig) war ein italienischer Gelehrter, Schriftsteller und Kartograf. Unter dem Pseudonym Alessio Piemontese veröffentlichte er auch  alchimistische Schriften.

## Leben
Girolamo Ruscelli wurde in Viterbo geboren, wobei Unklarheit über das genaue Geburtsjahr herrscht.
Er lebte zunächst in Aquileia, dann in Padua und später in Rom, wo er 1541 die Accademia dello Sdegno gründete. Später zog er nach Neapel und schließlich 1548 nach Venedig, wo er bis zu seinem Tod blieb.
Girolamo Ruscelli verdiente seinen Lebensunterhalt als Schriftsteller zu den unterschiedlichsten Themen, bis 1555 in Partnerschaft mit dem Verleger Plinio Pietrasanta. Die meisten seiner späteren Werke wurden danach von Vincenzo Valgrisi veröffentlicht.
Es ist allgemein anerkannt, dass er Alessio Piemontese war (auf Lateinisch: Alexius Pedemontanus) ein Pseudonym, unter dem er ein sehr populäres Buch über Alchemie schrieb, welches erstmals 1555 veröffentlicht wurde. Dieses Buch enthielt unter anderem Rezepte für Kosmetika, Farbstoffe und Medikamente. Es wurde über zwei Jahrhunderte lang nachgedruckt und in zahlreiche Sprachen übersetzt (Französisch, Englisch, Deutsch, Latein, Niederländisch, Spanisch, Polnisch, Dänisch).
Zu seinen bekanntesten Werken gehörten Übersetzungen verschiedener Klassiker, darunter eine Übersetzung der Geografia von Ptolemäus. Unter den 69 Kupferstichkarten in Geografia befanden sich 40 zeitgenössische Karten, die von Giacomo Gastaldi im Jahr 1548 zusammengestellt worden waren. Ruscelli beschäftigte sich auch mit Linguistik und brachte ein vielbeachtetes  Reimlexikon (Il Rimario) heraus, welches auch heute noch als Nachdruck erhältlich ist.

## Werke (Auswahl)
- Tre discorsi à M. Lodovico Dolce. L’uno intorno al Decamerone del Boccaccio, L’altro all’Osservationi della lingua volgare, Et il terzo alla tradottione dell’Ovidio. Venezia, Plinio Pietrasanta, 1553.[6]
- Rime di diuersi eccellenti autori bresciani...tra le quali sono le rime della Signora Veronica Gambara, & di M. Pietro Barignano, ridotte alla vera sincerità loro, Venezia, Plinio Pietrasanta, 1554.
- Delle Comedie elette Libro primo, Venezia, 1554.[7]
- Tutte le Rime della Illustriss. et Eccellentiss. Signora Vittoria Colonna. Marchesana di Pescara. Con l’espositione del Signor Rinaldo Corso, nuovamente mandate in luce da Girolamo Ruscelli. Venezia, Giovan Battista Et Melchior Sessa Fratelli, 1558.
- Del modo di comporre in versi nella lingua italiana, trattato di Girolamo Ruscelli, nuouamente mandato in luce. Nel quale va compreso vn pieno & ordinatissimo Rimario, con la dichiaratione, con le regole, et col giudicio per saper conueneuolmente usare ò schifar le uoci nell’esser loco, così nelle prose, come ne i uersi, (noto anche come Rimario), Venezia, Giovanni Battista e Melchiorre Sessa fratelli, 1559.
- Le Imprese illustri, Venezia, 1566.[8]
- Lettere di principi, le quali o si scrivono da principi o a principi o ragionano di principi, Venetza, Giordano Ziletti e compagni, 1570-1577.[9]
- De secreti del reverendo donno Alessio Piemontese. - Venezia: de gli Antonii, 1562.[3] auch in Deutsch und Französisch erschienen.